# Diecezja Joliet w Illinois
Diecezja Joliet w Illinois (łac. Dioecesis Joliettensis in Illinois, ang. Diocese of Joliet in Illinois) jest diecezją Kościoła rzymskokatolickiego w północno-wschodniej części stanu Illinois. Obejmuje swym terytorium hrabstwa: DuPage, Kankakee, Grundy, Will, Ford, Iroquois i Kendall.

## Historia
Powojenny rozwój budownictwa mieszkaniowego w regionie sprawił, iż wzrosła znacznie liczba katolików. Wymagało to ustanowienia nowej jednostki administracyjnej w obrębie ogromnej archidiecezji Chicago i pozostałych diecezji z tych terenów. Diecezja została kanonicznie erygowana 11 grudnia 1948 roku przez papieża Piusa XII. Wyodrębniona została z archidiecezji Chicago, diecezji Peoria i diecezji Rockford. Pierwszym ordynariuszem mianowano chicagowskiego kapłana  Martina D. McNamarę (1898-1966). Na katedrę diecezjalną wybrano kościół św. Rajmunda Nonnata, który nie spełniał jednak wymogów. W roku 1955 ukończono budowę nowego kościoła katedralnego, który pełni swą funkcję do dziś.

## Ordynariusze
- Martin Dewey McNamara (1948–1966)
- Romeo Roy Blanchette (1966–1979)
- Joseph Imesch (1979–2006)
- Peter Sartain (2006–2010)
- Daniel Conlon (2011–2020)
- Ronald Hicks (od 2020)